# Nørholm (herregård)
 For alternative betydninger, se Nørholm. (Se også artikler, som begynder med Nørholm)
Nørholm, i dag omtalt som Nørholm Gods er en dansk herregård, der ligger lidt nord for Sig, Thorstrup Sogn 8 km nord for Varde i Vestjylland, tæt på Varde Å. Hovedbygningen, der er helt enestående[kilde mangler] for vestjyske forhold, er opført af etatsråd Andreas Charles (de) Teilman 1776-1780 og er fredet.
Nørholm Gods kan spores helt tilbage til dronning Margrete 1.s tid, hvor godset tilhørte Jon Jakobsen Lange.
Under 2. verdenskrig kom et B-17 Flying Fortress (B17 42-30336) med 11 besætningsmedlemmer i maskinproblemer i nærheden af Nørholm Gods den 9. oktober 1943. Ti af besætningsmedlemmerne sprang ud med faldskærm og blev taget til fange af de tyske besættelsesstyrker, der havde kaserne på det nærliggende Oksbøl militærområde. Det lykkedes for piloten G.D. Bell at lande med flyet på godsets område, og her fik han kontakt med danskere, der skjulte ham og hjalp ham til Sverige via København.
Midt i 1950'erne brændte udlængerne på Nørholm Gods ned.
Gerhard Tambour købte stenene, der blev leveret til hans grund. Det blev grundlaget for en stenhave, der findes i dag i Tambours Have.
Nørholm Gods er på 820 hektar.

## Stamhuset Nørholm
Stamhuset Nørholm blev oprettet 1790 og ophørte 1922 med lensafløsningen. Stamhuset omfattede hovedgårdene Nørholm, Lunderup og Agerkrog, af hartkorn ca. 69 tdr. af alle slags. Jordtilliggendet udgjorde ca. 1750 tdr. land ager og hede, 450 tdr. land skov og plantninger og ca. 100 Tdr Ld. eng og mose. Besiddere:
- (1790) Andreas Charles Charles (de) Teilman
- (1790) Christine Marie de Teilman gift Rosenørn
- (1790-1812) Christian Teilmann Rosenørn
- (1812-1817) Christine Marie de Teilman gift Rosenørn
- (1817-1861) Ingeborg Christiane Christiansdatter Rosenørn-Teilmann nr1
- (1861-1879) Christian Peder Theodor Rosenørn-Teilmann
- (1879-1922) Ingeborg Christiane Christiansdatter Rosenørn-Teilmann nr2

## Ejere af Nørholm
- (1390-1404) Jon Jakobsen Lange
- (1404-1434) Else Jensdatter Rosenkrantz gift Lange
- (1434-1440) Claus Jonsen Lange
- (1440-1444) Anne Clausdatter Lange gift Strangesen
- (1444-1490) Strange Nielsen Strangesen
- (1490-1507) Ebbe Strangesen / Claus Strangesen
- (1507-1512) Claus Strangesen
- (1512-1524) Karen Pedersdatter Væbner gift Strangesen
- (1524-1571) Otto Clausen Strangesen
- (1571) Dorthe Clausdatter Daa gift (1) Strangesen (2) Juel
- (1571-1596) Claus Ottesen Bild Strangesen
- (1596) Karen Clausdatter Bild Strangesen gift Lange
- (1596-1631) Hans Lange
- (1631-1658) Iver Vind
- (1658-1677) Christian Iversen Vind
- (1677) Karen Christiansdatter Vind gift Bille
- (1677-1686) Christian Bille / Mette Krabbe gift (1) Vind (2) von Lützow
- (1686-1706) Jens Lassen
- (1706-1726) Frederik Lassen
- (1726-1741) Stephen Nielsen Ehrenfeld
- (1741-1742) Maren Schultz gift (1) Ehrenfeld (2) Teilman
- (1742-1749) Christian Hansen Teilman
- (1749-1790) Andreas Charles Charles (de) Teilman
- (1790) Christine Marie de Teilman gift Rosenørn
- (1790-1812) Christian Teilmann Rosenørn
- (1812-1817) Christine Marie de Teilmann gift Rosenørn
- (1817-1861) Ingeborg Christiane Christiansdatter Rosenørn-Teilmann nr1
- (1861-1879) Christian Peder Theodor Rosenørn-Teilmann
- (1879-1929) Ingeborg Christiane Christiansdatter Rosenørn-Teilmann nr2
- (1929-1951) Frederik Rosenørn-Lehn
- (1951-1979) Carl Frederik Gustav Rosenørn-Lehn
- (1979-20xx) Karl Kristian Nielsen